# ロシア大公女・大公妃一覧
以下はロシア帝室の成員のうち、ヴェリーカヤ・クニャージナ（ロシア語: Великая Княжна）の称号を許された人物の一覧である。ヴェリーカヤ・クニャージナは基本的にはロシア皇帝の男系子孫の女子、および男系男子の配偶者に許される儀礼称号であり、妃殿下（Her Imperial Highness）の敬称と一緒に授けられた。1886年にロシア皇帝アレクサンドル3世が行ったロシア帝室の家内法に関する修正により、この称号を許されるのはロシア皇帝の娘と男系の孫娘、およびロシア大公と正式な条件の下で結婚した妻のみに制限された。ヴェリーカヤ・クニャージナは日本語では「大公女」あるいは「大公妃」に相当し、ロシア皇帝の娘ないし孫娘の場合はロシア大公女を、ロシア大公の正式の妻の場合はロシア大公妃を、それぞれ訳語に充てている。その他、英語では「Grand Duchess」と訳される場合が多いが、「Grand Princess」の方がより正確な訳語と言える。

## ロシア大公女
| 写真 | 名前                               | 父親                                                               | 生年           | 没年           | 配偶者                                                             | 付記                     |
| ---- | ---------------------------------- | ------------------------------------------------------------------ | -------------- | -------------- | ------------------------------------------------------------------ | ------------------------ |
|      | アンナ・ペトロヴナ                 | ピョートル・アレクセーエヴィチ                                     | 1708年1月27日  | 1728年3月4日   | ホルシュタイン＝ゴットルプ公カール・フリードリヒ                   |                          |
|      | エリザヴェータ・ペトロヴナ         | ピョートル・アレクセーエヴィチ                                     | 1709年12月29日 | 1762年1月5日   | なし                                                               | 1741年にロシア帝位を継承 |
|      | ナターリヤ・アレクセーエヴナ       | アレクセイ・ペトロヴィチ                                           | 1714年3月3日   | 1728年11月3日  | なし                                                               |                          |
|      | アンナ・レオポルドヴナ             | メクレンブルク＝シュヴェリーン公カール・レオポルト                 | 1718年12月18日 | 1746年3月19日  | ブラウンシュヴァイク＝ヴォルフェンビュッテル公子アントン・ウルリヒ | 自ら公称                 |
|      | エカチェリーナ・アントノヴナ       | ブラウンシュヴァイク＝ヴォルフェンビュッテル公子アントン・ウルリヒ | 1741年         | 1807年         | なし                                                               |                          |
|      | アンナ・ペトロヴナ                 | ピョートル・フョードロヴィチ                                       | 1757年12月20日 | 1759年3月19日  | なし                                                               |                          |
|      | アレクサンドラ・パヴロヴナ         | パーヴェル・ペトロヴィチ                                           | 1783年8月9日   | 1801年3月16日  | ハンガリー副王ヨーゼフ・アントン                                   |                          |
|      | エレナ・パヴロヴナ                 | パーヴェル・ペトロヴィチ                                           | 1784年12月24日 | 1803年9月24日  | メクレンブルク＝シュヴェリーン大公世子フリードリヒ・ルートヴィヒ   |                          |
|      | マリア・パヴロヴナ                 | パーヴェル・ペトロヴィチ                                           | 1786年2月16日  | 1859年6月23日  | ザクセン＝ヴァイマル＝アイゼナハ大公カール・フリードリヒ           |                          |
|      | エカチェリーナ・パヴロヴナ         | パーヴェル・ペトロヴィチ                                           | 1788年5月10日  | 1819年1月9日   | オルデンブルク公子ゲオルク ヴュルテンベルク国王ヴィルヘルム1世     |                          |
|      | オリガ・パヴロヴナ                 | パーヴェル・ペトロヴィチ                                           | 1792年7月22日  | 1795年1月26日  | なし                                                               |                          |
|      | アンナ・パヴロヴナ                 | パーヴェル・ペトロヴィチ                                           | 1795年1月18日  | 1865年3月1日   | オランダ国王ウィレム2世                                            |                          |
|      | マリヤ・アレクサンドロヴナ         | アレクサンドル・パヴロヴィチ                                       | 1799年5月29日  | 1800年7月8日   | なし                                                               |                          |
|      | エリザヴェータ・アレクサンドロヴナ | アレクサンドル・パヴロヴィチ                                       | 1806年11月16日 | 1808年1月20日  | なし                                                               |                          |
|      | マリア・ニコラエヴナ               | ニコライ・パヴロヴィチ                                             | 1819年8月18日  | 1876年2月21日  | ロイヒテンベルク公爵マクシミリアン グリゴリー・ストロガノフ伯爵    |                          |
|      | オリガ・ニコラエヴナ               | ニコライ・パヴロヴィチ                                             | 1822年9月11日  | 1892年10月30日 | ヴュルテンベルク王カール1世                                        |                          |
|      | マリヤ・ミハイロヴナ               | ミハイル・パヴロヴィチ                                             | 1825年3月9日   | 1846年11月19日 | なし                                                               |                          |
|      | アレクサンドラ・ニコラエヴナ       | ニコライ・パヴロヴィチ                                             | 1825年6月24日  | 1844年8月10日  | ヘッセン＝カッセル公子フリードリヒ＝ヴィルヘルム                   |                          |
|      | エリザヴェータ・ニコラエヴナ       | ニコライ・パヴロヴィチ                                             | 1826年6月7日   | 1829年頃       | なし                                                               |                          |
|      | エリザヴェータ・ミハイロヴナ       | ミハイル・パヴロヴィチ                                             | 1826年5月26日  | 1845年1月28日  | ナッサウ＝ヴァイルブルク公子アドルフ                               |                          |
|      | エカチェリーナ・ミハイロヴナ       | ミハイル・パヴロヴィチ                                             | 1827年8月28日  | 1894年5月12日  | メクレンブルク公ゲオルク・アウグスト                               |                          |
|      | アレクサンドラ・ミハイロヴナ       | ミハイル・パヴロヴィチ                                             | 1831年1月28日  | 1832年3月27日  | なし                                                               |                          |
|      | アンナ・ミハイロヴナ               | ミハイル・パヴロヴィチ                                             | 1834年10月27日 | 1836年3月22日  | なし                                                               |                          |
|      | アレクサンドラ・アレクサンドロヴナ | アレクサンドル・ニコラエヴィチ                                     | 1842年8月30日  | 1849年7月10日  | なし                                                               |                          |
|      | オリガ・コンスタンチノヴナ         | コンスタンチン・ニコラエヴィチ                                     | 1851年9月3日   | 1926年6月18日  | ギリシャ国王ゲオルギオス1世                                        |                          |
|      | マリヤ・アレクサンドロヴナ         | アレクサンドル・ニコラエヴィチ                                     | 1853年10月17日 | 1920年10月24日 | ザクセン＝コーブルク＝ゴータ公アルフレッド                         |                          |
|      | ヴェラ・コンスタンチノヴナ         | コンスタンチン・ニコラエヴィチ                                     | 1854年2月16日  | 1912年4月11日  | ヴュルテンベルク公オイゲン                                         |                          |
|      | アナスタシア・ミハイロヴナ         | ミハイル・ニコラエヴィチ                                           | 1860年7月28日  | 1922年3月11日  | メクレンブルク＝シュヴェリーン大公フリードリヒ・フランツ3世        |                          |
|      | クセニヤ・アレクサンドロヴナ       | アレクサンドル・アレクサンドロヴィチ                               | 1875年4月6日   | 1960年4月20日  | ロシア大公アレクサンドル・ミハイロヴィチ                           |                          |
|      | エレナ・ウラジーミロヴナ           | ウラジーミル・アレクサンドロヴィチ                                 | 1882年1月17日  | 1957年3月13日  | ギリシア王子ニコラオス                                             |                          |
|      | オリガ・アレクサンドロヴナ         | アレクサンドル・アレクサンドロヴィチ                               | 1882年6月13日  | 1960年11月24日 | オルデンブルク公子ペーター ニコライ・クリコフスキー                |                          |
|      | マリア・パヴロヴナ                 | パーヴェル・アレクサンドロヴィチ                                   | 1890年4月18日  | 1958年12月13日 | スウェーデン王子ヴィルヘルム セルゲイ・プチャーチン公爵            |                          |
|      | オリガ・ニコラエヴナ               | ニコライ・アレクサンドロヴィチ                                     | 1895年11月15日 | 1918年7月17日  | なし                                                               |                          |
|      | タチアナ・ニコラエヴナ             | ニコライ・アレクサンドロヴィチ                                     | 1897年6月10日  | 1918年7月17日  | なし                                                               |                          |
|      | マリア・ニコラエヴナ               | ニコライ・アレクサンドロヴィチ                                     | 1899年6月26日  | 1918年7月17日  | なし                                                               |                          |
|      | アナスタシア・ニコラエヴナ         | ニコライ・アレクサンドロヴィチ                                     | 1901年6月18日  | 1918年7月17日  | なし                                                               |                          |

## ロシア大公妃
| 写真 | 名前                                                                                          | 配偶者                               | 成婚日         | 生年           | 没年             | 付記 |
| ---- | --------------------------------------------------------------------------------------------- | ------------------------------------ | -------------- | -------------- | ---------------- | --- |
|      | シャルロッテ・クリスティーネ・フォン・ブラウンシュヴァイク＝ヴォルフェンビュッテル            | アレクセイ・ペトロヴィチ             | 1711年10月25日 | 1694年8月29日  | 1715年11月13日   | |
|      | エカチェリーナ・アレクセーエヴナ 〈ゾフィー・フォン・アンハルト＝ツェルプスト〉               | ピョートル・フョードロヴィチ         | 1745年9月1日   | 1729年5月2日   | 1796年11月17日   | 1762年1月5日［ユリウス暦1761年12月25日］に夫ピョートル3世の帝位継承に伴い皇后となり、同年7月9日［ユリウス暦6月28日］に自ら帝位を継承 |
|      | ナターリア・アレクセーエヴナ 〈ヴィルヘルミーネ・ルイーゼ・フォン・ヘッセン＝ダルムシュタット | パーヴェル・ペトロヴィチ             | 1773年10月10日 | 1755年6月25日  | 1776年4月26日    | |
|      | マリア・フョードロヴナ 〈ゾフィー・ドロテア・フォン・ヴュルテンベルク〉                       | パーヴェル・ペトロヴィチ             | 1776年10月7日  | 1759年10月25日 | 1828年11月5日    | 1796年に夫パーヴェル1世の即位に伴い皇后となる                                                                                        |
|      | エリザヴェータ・アレクセーエヴナ 〈ルイーゼ・フォン・バーデン〉                               | アレクサンドル・パヴロヴィチ         | 1793年10月9日  | 1779年1月24日  | 1826年5月16日    | 1801年に夫アレクサンドル1世の即位に伴い皇后となる                                                                                    |
|      | アンナ・フョードロヴナ 〈ユリアーネ・フォン・ザクセン＝コーブルク＝ザールフェルト〉           | コンスタンチン・パヴロヴィチ         | 1796年2月26日  | 1781年9月23日  | 1860年8月15日    | 1820年に離婚 |
|      | アレクサンドラ・フョードロヴナ 〈シャルロッテ・フォン・プロイセン〉                           | ニコライ・パヴロヴィチ               | 1817年7月13日  | 1798年7月13日  | 1860年11月1日    | 1825年に夫ニコライ1世の即位に伴い皇后となる                                                                                          |
|      | エレナ・パヴロヴナ 〈シャルロッテ・フォン・ヴュルテンベルク〉                                 | ミハイル・パヴロヴィチ               | 1824年2月19日  | 1807年1月9日   | 1873年2月2日     | |
|      | マリア・アレクサンドロヴナ 〈マリー・フォン・ヘッセン・ダルムシュタット〉                     | アレクサンドル・ニコラエヴィチ       | 1841年4月28日  | 1824年8月8日   | 1880年6月3日     | 1855年に夫アレクサンドル2世の即位に伴い皇后となる                                                                                    |
|      | アレクサンドラ・イオシフォヴナ 〈アレクサンドラ・フォン・ザクセン＝アルテンブルク〉           | コンスタンチン・ニコラエヴィチ       | 1848年9月11日  | 1830年7月8日   | 1911年7月6日     | |
|      | アレクサンドラ・ペトロヴナ 〈アレクサンドラ・ペトロヴナ・オリデンブルクスカヤ〉               | ニコライ・ニコラエヴィチ             | 1856年2月6日   | 1838年6月2日   | 1900年4月25日    | |
|      | オリガ・フョードロヴナ 〈ツェツィーリエ・フォン・バーデン〉                                   | ミハイル・ニコラエヴィチ             | 1857年8月28日  | 1839年9月20日  | 1891年4月21日    | |
|      | マリア・フョードロヴナ 〈ダウマー・ア・ダンマーク〉                                           | アレクサンドル・アレクサンドロヴィチ | 1866年11月9日  | 1847年11月26日 | 1928年10月13日   | 1881年に夫アレクサンドル3世の即位に伴い皇后となる                                                                                    |
|      | マリア・パヴロヴナ 〈マリー・フォン・メクレンブルク＝シュヴェリーン〉                         | ウラジーミル・アレクサンドロヴィチ   | 1874年8月28日  | 1854年5月14日  | 1920年9月6日     | |
|      | エリザヴェータ・マヴリキエヴナ 〈エリーザベト・フォン・ザクセン＝アルテンブルク〉             | コンスタンチン・コンスタンチノヴィチ | 1884年4月27日  | 1865年1月25日  | 1927年3月27日    | |
|      | エリザヴェータ・フョードロヴナ 〈エリーザベト・フォン・ヘッセン＝ダルムシュタット〉           | セルゲイ・アレクサンドロヴィチ       | 1884年6月15日  | 1864年11月1日  | 1918年7月17/18日 | |
|      | アレクサンドラ・ゲオルギエヴナ 〈アレクサンドラ・ティス・エラザス〉                           | パーヴェル・アレクサンドロヴィチ     | 1889年6月17日  | 1870年8月30日  | 1891年9月24日    | |
|      | ミリツァ・ニコラエヴナ 〈ミリツァ・ペトロヴィチ＝ニェゴシュ〉                                 | ピョートル・ニコラエヴィチ           | 1889年7月26日  | 1866年7月26日  | 1951年9月5日     | |
|      | アレクサンドラ・フョードロヴナ 〈アリクス・フォン・ヘッセン＝ダルムシュタット〉               | ニコライ・アレクサンドロヴィチ       | 1894年11月26日 | 1872年6月6日   | 1918年7月17日    | ロシア正教に改宗後は大公妃とされ、1894年にニコライ2世と結婚すると同時に皇后となる                                                    |
|      | マリア・ゲオルギエヴナ 〈マリア・ティス・エラザス〉                                           | ゲオルギー・ミハイロヴィチ           | 1900年5月12日  | 1876年3月3日   | 1940年12月14日   | |
|      | ヴィクトリヤ・フョードロヴナ 〈ヴィクトリア・メリタ・オブ・サクス＝コバーグ＝ゴータ〉         | キリル・ウラジーミロヴィチ           | 1905年10月8日  | 1876年11月25日 | 1936年3月2日     | |
|      | アナスタシア・ニコラエヴナ 〈スタナ・ペトロヴィチ＝ニェゴシュ〉                               | ニコライ・ニコラエヴィチ             | 1907年4月29日  | 1868年1月4日   | 1929年1月25日    | |